# ショート・オクターヴ
ショート・オクターヴは、初期の鍵盤楽器（チェンバロ、クラヴィコード、オルガン）において、低音域を拡張するために変則的に鍵に音を割り当てる方法である。この項目では、類似の方法である分割オクターヴ（ブロークン・オクターヴ）もあわせて扱う。

## ショート・オクターヴ
ショート・オクターヴの一般的な方法の一つであるC/Eのショート・オクターヴでは、鍵盤の最低音の鍵は、鍵盤の並び上はEだが、実際に発する音はCに調律される。同様に、F#の鍵はDに、G#の鍵はEに調律される。この結果、鍵盤の最低音部では
E F# G# F G A B C
と奏することで、ハ長調の音階
C D E F G A B C
が鳴ることになる。
この方法を用いる背景には、初期音楽では最低音域は基本的に和音の根音を鳴らしており、F#やG#はほとんど用いられていなかったという事がある。それに対して、CやDは頻繁に用いられる和音の根音であり、最低音域を鍵盤の見た目通りに調律してしまうことで、低いCやDが鳴らせないことは大きな損失であった。
またG/Bのショート・オクターヴは
B C# D# C D E F# G 
と奏することで、ト長調の音階
G A B C D E F# G.
が鳴るものである。ここでは、殆ど用いられないC#とD#の鍵を犠牲にして、重要度の高いGとAを得ている。
つまり、C/Eの場合は最低オクターヴでCを基準とするオクターブの幹音とA#が、G/Bの場合は最低オクターヴでGを基準とするオクターブの幹音とF#が出せることになり、前者では最低オクターヴのA#以外の半音、後者では最低オクターヴのF#以外の半音は必要ないと考えられていた。
ショート・オクターヴが用いられたのは、本来は経済的な理由からであると考えられるが、ショート・オクターヴは左手で非常に広い音程の和音を弾くことを可能にするという利点もある。そのためショート・オクターヴが一般的であった時代の鍵盤楽器音楽作品の中には、通常の鍵盤で演奏することが困難な広い音程の和音を弾くことを要求するものも見られる。
チェンバロのような弦楽器では、ショート・オクターヴは欠点もあった。すなわち、鍵盤の見かけ上の音よりも低い音高を鳴らすため、張れる弦の長さが良好な音質を得るには短すぎることである。音高を下げるには、弦を太くするか、緩く張らねばならない。17世紀、18世紀には、楽器自体の大きさ、そして低音域が次第に拡大し、ショート・オクターヴを用いずに見た目通りの鍵を弾いて必要なバス音がすべて得られるに至る。
オルガンではショート・オクターヴを用いても音質上の問題は起きない。しかし、派生音の使用が制限されるため、オルガンでも最終的にショート・オクターヴは放棄された。

## 分割オクターヴ
分割オクターヴ（ブロークン・オクターヴ）は、鍵を分割することで音の数を増やしたショート・オクターヴの変種である。分割された鍵の前部分と後部分は別々のレバーを操作することで、別の音を鳴らすようになっている。例えば、次のような場合がある。
E F F# G G# A
の鍵のうち、F#とG#の鍵は前後に分割されている。ここで、Eの鍵はCを、F#鍵の前部分はD、後部分はF#、G#鍵の前部分はE、後部分はG#を鳴らすように設定される。このことで、
E F# (front) G# (front) F F# (back) G G# (back) A
と奏することで、
C D E F F# G G# A
と鳴らすことが出来る。
この方式を用いると、低音部の半音階の中で、C#とD#以外はすべて鳴らすことができる。最低音をGにする類似の設定も存在する。
トレヴァー・ピノックによれば、ショート・オクターヴは16世紀の楽器に特徴的であり、17世紀後半に低音域に臨時音がより多く用いられるようになると、分割オクターヴがしばしば用いられたという。